# Euphalepsus dentipes
Euphalepsus dentipes är en skalbaggsart som beskrevs av Achille Raffray 1904. Euphalepsus dentipes ingår i släktet Euphalepsus och familjen kortvingar. Inga underarter finns listade i Catalogue of Life.